# Dina en Clarenza

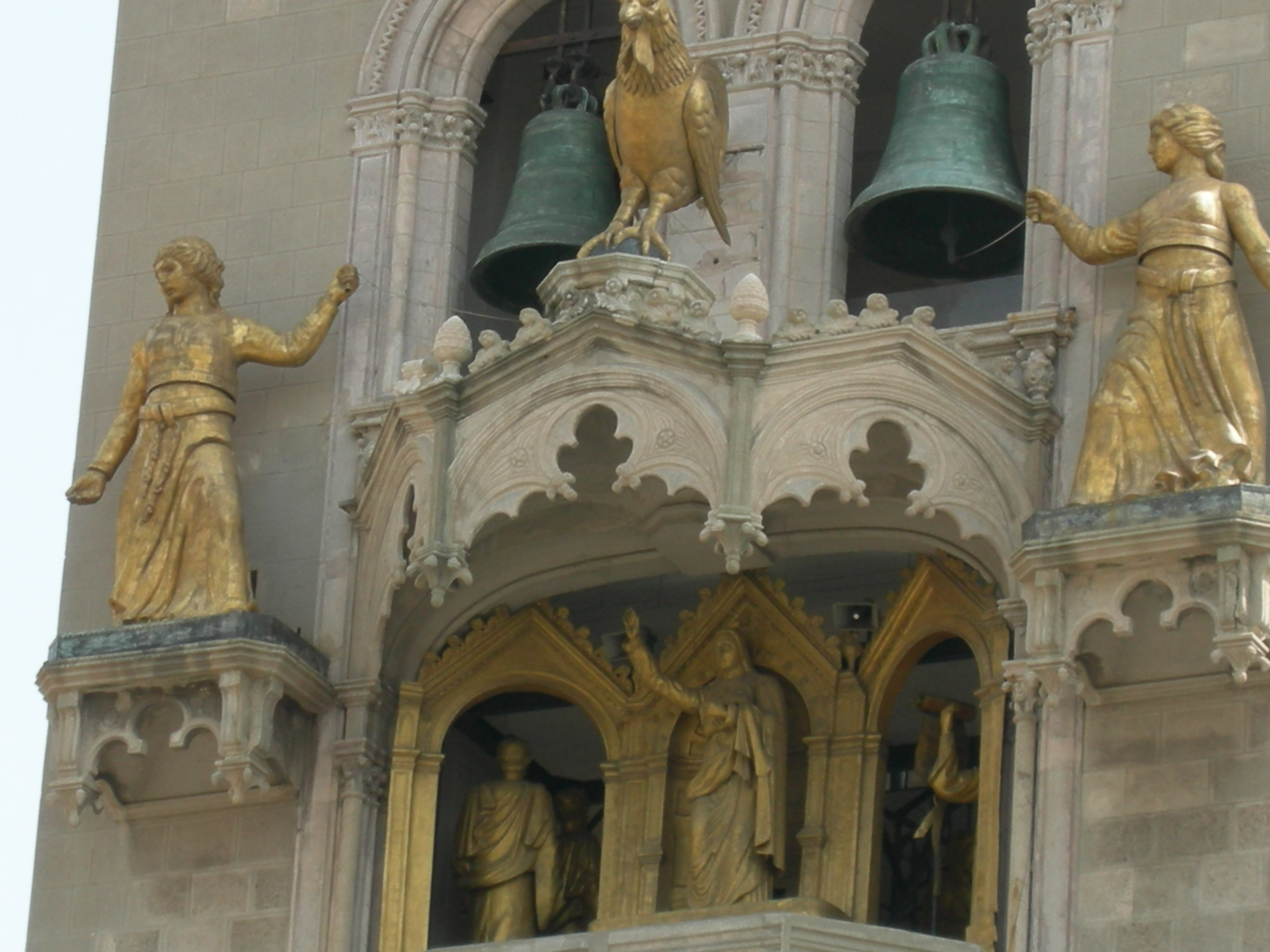
Dina en Clarenza op de klokkentoren van de kathedraal van Messina, Italië

Dina en Clarenza zijn twee legendarische vrouwen in de geschiedenis van Messina, op het Italiaanse eiland Sicilië.
Hun verhaal is een episode (13e eeuw) in de oorlog van de Siciliaanse Vespers tijdens de middeleeuwen.

## Verhaal
Met de Siciliaanse Vespers wordt de opstand op Sicilië bedoeld tegen het koningschap van Karel van Anjou; de opstand begon op paasmaandag op 31 maart 1282 in Palermo. Ze breidde zich uit over Sicilië. Karel van Anjou voer met zijn vloot, die bedoeld was voor een kruistocht, van Tunis naar Reggio Calabria op het Italiaanse vasteland (mei 1282). Vandaar bereidde hij de invasie van Sicilië voor met als eerste inval de stad Messina, aan de overkant van de Straat van Messina.
In de zomer van 1282 startte Karel van Anjou met het beleg van Messina. De stad hield stand. Volgens het verhaal waren de mannen op de kantelen zo vermoeid dat ze in augustus 1282 vroegen om niet meer de nachtwacht te doen. Dina en Clarenza deden de nachtwacht in hun plaats. Op 8 augustus 1282 ’s nachts deden de Franse troepen, geholpen door Italiaanse bondgenoten, een aanval op de stadsmuren vanuit het gebergte achter de stad. Dina en Clarenza verdedigden zich moedig vanop de beschadigde muren. Volgens het verhaal smeet Dina stenen naar beneden en luidde Clarenza de klokken van de kathedraal. Hierdoor werd iedereen wakker en werden de troepen van Karel van Anjou verjaagd.

## Symbool
Dina en Clarenza staan op Sicilië symbool voor twee heldhaftige vrouwen. Zij staan afgebeeld op de klokkentoren van de kathedraal van Messina, namelijk aan de buitenzijde van het astronomisch uurwerk links en rechts van de klokken. 
Het verhaal van de twee vrijheidsstrijdsters werd sinds de middeleeuwen doorverteld, tot in stripverhalen in de 21e eeuw.